# Kleinmünchen-Auwiesen
Kleinmünchen-Auwiesen ist ein Stadtteil in der oberösterreichischen Landeshauptstadt Linz, der im Jahr 2014 aus den vormaligen statistischen Bezirken Kleinmünchen, Scharlinz und Schörgenhub gebildet wurde.

## Geographie
Der Stadtteil Kleinmünchen-Auwiesen liegt im Süden von Linz. Er wird im Nordwesten durch die Salzburger Straße und die Willingerstraße, im Westen von der Mühlkreis Autobahn, im Südosten durch die Traun und im Osten durch die Westbahn begrenzt.

Der Stadtteil Kleinmünchen-Auwiesen liegt im östlichen Teil der Katastralgemeinde Kleinmünchen, die bis 2013 einen eigenen großen Stadtteil bildete. 
Der Wasserwald ist eine etwa 1,5 km² große Parkanlage mit ausgedehnten Wald- und Wiesenflächen und dient als Naherholungs- und Wasserschutzgebiet.

## Sehenswürdigkeiten
Denkmalgeschützte Objekte:
- Baumwollspinnerei Rädler, 1830–1985, heute ist darin das Pfarrzentrum Auwiesen untergebracht
- Grillmayr Schlößl, ehemalige Fabrikantenvilla
- Palais Löwenfeld, vormals Jaukermühle, eine ehemalige Fabrikantenvilla
- Schul- und Gemeindehaus Kleinmünchen, erbaut im 19. Jahrhundert
- Pfarrkirche Kleinmünchen, erbaut 1905/06

## Wirtschaft
- Linz Textil
- HPW Metallwerk

## Verkehr
Die bedeutendste Straße des Stadtteils ist die Wiener Straße. Die Dürerstraße wurde 1933 nach Albrecht Dürer benannt und erinnert an dessen Aufenthalt in Linz, wo er im August 1492 mit Kaiser Friedrich III. zusammentraf.